# 門田充宏
門田 充宏（もんでん みつひろ、1967年 -）は、日本のSF作家。北海道根室市出身。東京都在住。

## 経歴
3歳から11歳まで大阪府、その後根室市と小樽市で育つ。一橋大学社会学部卒業。現在会社員。1993年、『グリフォン』（朝日ソノラマ）の作品投稿欄「明日のための創作ジム」に「恋娘」が掲載。1997年、『月刊サイビズ』（サイビズ）にも「Super Mail Wars」が掲載。
2014年、投稿作「風牙」で第5回創元SF短編賞を受賞（高島雄哉「ランドスケープの知性定理」と同時受賞）。同作が、『さよならの儀式 年刊日本SF傑作選』（東京創元社）に掲載され本格的に作家デビュー。同年同月、同作は『風牙 -Sogen SF Short Story Prize Edition- (創元SF短編賞受賞作)』として単体で電子書籍版が上梓された。

## 作品リスト

### 単行本
- 『風牙』（東京創元社 創元日本SF叢書、2018年10月）
  - 収録作品：風牙 / 閉鎖回廊 / みなもとに還る / 虚ろの座
    - 【改題・分冊・増補】『記憶翻訳者 いつか光になる』（創元SF文庫、2020年10月）
      - 収録作品：風牙 / 嵐の夜 / 閉鎖回廊 / いつか光になる

    - 【改題・分冊・増補】『記憶翻訳者 みなもとに還る』（創元SF文庫、2021年2月）
      - 収録作品：流水に刻む / みなもとに還る / 虚ろの座 / 秋晴れの日に
- 『追憶の杜』（東京創元社 創元日本SF叢書、2019年5月）
  - 収録作品：六花の標 / 銀糸の先 / 追憶の杜
- 『蒼衣の末姫』（創元推理文庫、2021年9月）
- 『ウィンズテイル・テイルズ　時不知の魔女と刻印の子』(集英社文庫、2024年4月)

### 雑誌等掲載作品
小説
- 「風牙」 - 『さよならの儀式 年刊日本SF傑作選』（創元SF文庫、2014年6月）単行本『風牙』収録
- 「閉鎖回廊（前編）」 - 『ミステリーズ!』第88号（東京創元社、2018年4月）同上
- 「閉鎖回廊（後編）」 - 『ミステリーズ!』第89号（東京創元社、2018年6月）同上
- 「Too Short Notice」 - 『時を歩く 書き下ろし時間SFアンソロジー』（創元SF文庫、2019年10月）
- 「理想の小説家」 - 『テクノアイ 清水建設の技術』「建設的な未来」第2話（web上、2019年11月11日配信）
- 「コーラルとロータス」 - 『Genesis 白昼夢通信 創元日本SFアンソロジー2』（東京創元社、2019年12月）
- 「社会的舞踏（ソシアル・ダンス）」 - 『文芸ラジオ』7号（東北芸術工科大学芸術学部文芸学科、2021年6月）
- 「情動の棺」 - 『2084年のSF』日本SF作家クラブ編（ハヤカワ文庫JA、2022年5月）

エッセイ
- 「Connecting the dots.」 - 『Webミステリーズ！』2014年10月21日配信
- 「私的偉人伝」 - 『小説すばる』2019年3月号